# Eparchia di Kökšetau

Territorio dell'eparchia.

L'eparchia di Kökšetau o eparchia di Kökšetau e Aqmola (in kazako: Kökşetau jäne Aqmola eparhiasy; in russo: Кокшета́уская и Акмо́линская епархия) è una delle dieci eparchie ortodosse russe in Kazakistan, che costituiscono il "Distretto metropolitano della Chiesa ortodossa russa nella Repubblica del Kazakistan" (in russo Митрополичий округ Русской Православной Церкви в Республике Казахстан?). L'eparchia è stata eretta il 6 ottobre 2011 ricavandone il territorio dall'eparchia di Shymkent e Aqmola, si estende nella Regione di Aqmola ed ha sede a Kökšetau, dove si trova la cattedrale di San Michele Arcangelo.